# Claude Javeau
 (août 2021).
Si vous disposez d'ouvrages ou d'articles de référence ou si vous connaissez des sites web de qualité traitant du thème abordé ici, merci de compléter l'article en donnant les références utiles à sa vérifiabilité et en les liant à la section « Notes et références ».
Claude Javeau, né à Liège le 22 septembre 1940 et mort le 12 août 2021 à Bruxelles, est professeur de sociologie émérite à l'Université libre de Bruxelles et ingénieur commercial de formation, diplômé de Solvay. Il deviendra, à la suite d'Henri Janne, le directeur du Centre de sociologie générale de l'ULB au début des années 1980.
Il a été professeur invité dans de nombreuses universités.

## Publications
- La société au jour le jour : écrits sur la vie quotidienne, Editions De Boeck, Bruxelles, Collection « Ouvertures sociologiques », 1991.  (ISBN 2-8041-1512-7)
- L’enquête par questionnaire. Manuel à l’usage du praticien, Editions de l’Université de Bruxelles, Bruxelles,1992 (4e édition).  (ISBN 2-8004-1056-6)
- Leçons de sociologie, Armand Colin, Collection « U », Paris, 1997.  (ISBN 2-2000-1772-3)
- Six novelettes obliques, Éditions Talus d'approche, Soignies, 1997.
- Prendre le futile au sérieux, Éditions du Cerf, Paris, 1998
- Deux images et le désir, La Lettre volée, Bruxelles, 1999.
- Dieu est-il gnangnan?, Éditions Talus d'approche, Soignies, 1999.
- Le Petit Murmure et le Bruit du monde, Les Éperonniers, Bruxelles, 1999.
- Esquisse d'une histoire naturelle du plouc, Éditions Talus d'approche, Soignies, 2000.
- Mourir, Les Éperonniers, Bruxelles, 2000 (2e édition).
- Le Bricolage du social. Un traité de sociologie, Presses universitaires de France, Paris, 2001.
- La Culotte de Madonna, Éditions Talus d'approche, Soignies, 2001.
- L'Éloge de l'élitisme, Le Grand Miroir, Collection « Panorama », Bruxelles, 2002.
- Fragments d'une philosophie de la parfaite banalité, de S.S. Zhu Zhu Lama (traduction de Claude Javeau d'après la version en néerlandais du R.P. Joost van der Leughen, S.J.) suivi de Le Triomphe du gnangnan, Éditions Talus d'approche, Soignies, 2002.
- Petit manuel d'épistémologie des sciences du social, La Lettre Volée, Collection "Essais", Bruxelles, 2003
- Conversation de messieurs Dukheim et Max Weber sur la liberté et le déterminisme lors du passage de Max Weber à Paris, Management et societe Eds, collection versus,janvier 2014  (ISBN 2-87246-092-6)
- Des Impostures sociologiques, Le Bord de l'Eau, Lormont (Gironde), 2014 (postface de Jean-Marie Brohm)
- Je hais le football, Lormont, Le Bord de l'eau, coll. « Altérité critique Sport », 2015, 52 p. (ISBN 978-2-35687-376-7, présentation en ligne)

## Vie privée
Il est le mari d'Anne Van Haecht, elle-même professeur de sociologie de l'éducation, également à l'ULB.